# محمد عماره
محمد عماره (عربی: محمد عمارة؛ زادهٔ ۸ دسامبر ۱۹۳۱ – درگذشته ۲۸ فوریه ۲۰۲۰) متفکر، نویسنده، محقق و عضو آکادمی پژوهشهای اسلامی در دانشگاه الازهر قاهره بود.

## زندگی‌نامه
وی در روستای سارووا واقع در شهر قلین استان کفر الشیخ مصر به دنیا آمد، زمانی که در روستا بود به حفظ قرآن پرداخت. بعد از آن عشق و علاقه ملی وی رشد پیدا کرد درحالی‌که او هنوز کوچک بود. اولین مقاله‌ای که او در روزنامه مصر جوان منتشر کرد جهاد در فلسطین نام داشت. وی لیسانس زبان عربی و علوم اسلامی را در سال ۱۹۶۵ از دانشکده دارالعلوم در دانشگاه قاهره به‌دست آورد. سپس مدرک کارشناسی ارشد (۱۹۷۰) و دکترای (۱۹۷۵) خود را در رشتهٔ علوم اسلامی با گرایش فلسفهٔ اسلامی از همان دانشکده به‌دست آورد.
اکرم ذیاب در نوشته‌هایی که دربارهٔ افکار محمد عماره منتشر کرده‌است می‌گوید محمد عماره در میان سلسله‌ای از تحولات فکری زندگی کرد،
وی توانسته‌است به جوائز، مدالها، گواهینامه‌های تقدیری زیادی دست یابد از جمله جایزه جمعیت دوستداران کتاب در لبنان در سال ۱۹۷۲ میلادی و جایزه بین‌المللی تشویقی در مصر در سال ۱۹۷۶ و مدال نیروی فکر اسلامی رهبری بنیان‌گذار در سال ۱۹۹۸ میلادی.

## دستاوردهای علمی
وی در مورد دانشمندانی که نقش بارزی در بیداری فکر اسلامی جدید داشتند مانند جمال الدین افغانی (سید جمال الدین اسدآبادی)، محمد عبده و عبدالرحمن الکواکبی به نگارش پرداخت، کما اینکه در مورد دانشمندان دیگری هم که سهم بسزایی در بیداری اسلامی داشتند مانند عبدالرزاق السنهوری پاشا، شیخ محمد غزالی، رشید رضا، خیرالدین التونسی، ابوالاعلی المودودی، سید قطب و حسن البنا اقدام به تألیف کتاب و بررسی و پژوهشهای مختلف دربارهٔ آن‌ها نمود، محمد عماره همچنین در مورد داناترین صحابه علی بن ابی طالب نیز اقدام به نگارش کتاب کرد. کما اینکه او در مورد گروه‌های فکری اسلامی قدیمی و جدید و همین‌طور دانایان و دانشمندان میراث اسلامی مانند غیلان دمشقی و حسن البصری اقدام به نوشتن کتاب نمود.

### نقد افراد دیگر
محمد عماره در کتاب «تاویل بیهوده» به مواضع عبدالکریم سروش در بسط تجربه نبوی نقدی کرده بود. وی همچنین نقدی هم به نصر حامد ابوزید، متفکر هم‌وطنش نوشته بود که با عنوان «تفسیر مارکسیستی اسلام» در ایران ترجمه شده‌است.

## نوآوری فکری
از آخرین تألیفات وی دربارهٔ فکر و اندیشه جدید و بروز می‌توان از کتابهای: جدایی دینی بین تجدید اسلامی و تبدیل شدن آمریکایی، غرب و اسلام کدام یک خطا است و کدام یک درست؟، مقاله‌های غلو دینی و بی‌دینی، شریعت اسلامی و سکولاریسم و لائیتیسه غربی، آینده ما بین تجدید اسلامی و نوگرایی غربی، بحران فکری اسلام جدید، نوآوری فکری و خصوصیت تمدن نام برد.
محمد عماره سهم بسیاری در کنفرانس‌های فکری اختصاصی مربوط به مسائل اسلامی داشت، کما اینکه وی در بسیاری از کنفرانس‌ها و سمینارهای علمی شرکت کرد و موفق به کسب عضویت در بسیاری از بنگاه‌های فکری و پژوهشی گردید منجمله در شورای عالی امور اسلامی، انستیتو عالی اندیشه اسلامی، نوشته‌های عماره و بررسی‌های وی براساس آنچه در کتابخانه عربی از آن یاد شده‌است بالغ بر ۲۰۰ تألیف می‌گردد که به بررسی بروز کردن و احیای اسلامی، و بررسی مشکلات فکری در این زمینه، و تلاش برای معرفی پروژه متمدنانه بیدارگرانه عربی و اسلامی در دوره ای که این اندیشه در آن زندگی می‌کند، پرداخته‌است.

## برجسته‌ترین تمایز
همانا مهترین چیزی که اندیشه او را متمایز می‌سازد ایمان و دفاع او از وحدت امت اسلامی و تقویت شریعت اسلامی در مواجهه با نفی این شریعت از طرف دیگران است. حتی این باعث تحسین از طرف سکولارها و لائیک‌ها در رابطه با عماره گردید چرا که او را چشم‌انداز حرکت و جنبش اسلامی می‌دانستند. خود عماره می‌گوید: این باعث افتخاراست و آن‌ها هم قصد تعریف از او را ندارند و همانا آن یعنی مهیا شدن نیروی حاکم علیه من است.

## آثار
عماره ۷۱ کتاب نوشت از جمله:
- التفسیر المارکسی للإسلام.
- المعتزلة ومشکلة الحریة الإنسانیة.
- معالم المنهج الإسلامی.
- الإسلام والمستقبل.
- نهضتنا الحدیثة بین العلمانیة والإسلام.